# (6104) Takao
(6104) Takao es un asteroide perteneciente al cinturón de asteroides, región del sistema solar que se encuentra entre las órbitas de Marte y Júpiter, descubierto el 16 de abril de 1993 por Kin Endate y el también astrónomo Kazuro Watanabe desde el Observatorio de Kitami, Hokkaidō, Japón.

## Designación y nombre
Designado provisionalmente como 1993 HZ. Fue nombrado Takao en homenaje a Takao Saito, profesor retirado de astrogeofísica en la Universidad de Tohuku conocido por su estudio de la física solar-terrestre. Ha investigado los diversos efectos del viento solar en las colas de iones cometarios. También ha cooperado con astrónomos aficionados japoneses en observaciones cometarias.

## Características orbitales
Takao está situado a una distancia media del Sol de 2,704 ua, pudiendo alejarse hasta 2,962 ua y acercarse hasta 2,446 ua. Su excentricidad es 0,095 y la inclinación orbital 2,418 grados. Emplea 1624,51 días en completar una órbita alrededor del Sol.

## Características físicas
La magnitud absoluta de Takao es 12,6. Tiene 8,579 km de diámetro y su albedo se estima en 0,24. 